# Abdullahi Ahmed An-Na'im
 (juin 2017).
Abdullahi Ahmed An-Na'im (en arabe : عبد الله أحمد النعيم), né en 1946, est un chercheur et professeur américain d'origine soudanaise, spécialiste des questions de l'islam et des droits humains, internationalement reconnu pour ses approches interculturelles. 
Il est le Charles Howard Candler Professor de droit à l'École de droit de l'Université d'Emory, professeur associé à l'Emory Collège des Arts et des Sciences, et chercheur principal du Centre pour l'Étude du Droit et de la Religion de l'Université Emory.

## Biographie
An-Na'im enseigne le droit international, le droit comparé, les Droits de l'homme et le droit musulman. Ses intérêts de recherche comprennent le constitutionnalisme dans les pays musulmans et africains, la laïcité, l'Islam et la politique.
Il a dirigé ces projets de recherche qui mettent l'accent sur les stratégies de plaidoyer pour la réforme par une transformation culturelle interne:
- Les femmes et la terre en Afrique
- Le droit musulman de la famille
- Le programme de bourses de l'Islam et des Droits de l'homme
- L'avenir de la Charia : l'Islam et la laïcité de l'État.

An-Naim est né au Soudan, où il a été fortement influencé par le mouvement de réforme islamique de Mahmoud Mohamed Taha. Il est naturalisé citoyen américain, mais conserve sa nationalité soudanaise.
Il a obtenu un Doctorat en Droit de l'Université d'Édimbourg (Écosse) en 1976 ; Maitrise de droit (Bachelor of Laws) (avec mention) et d'un Diplôme en criminologie de l'Université de Cambridge (Angleterre), 1973 ; Maitrise de droit (Bachelor of Laws) (avec mention) de l'Université de Khartoum (Soudan), 1970.
En février 2009, il a reçu un Doctorat honoris causa de l'Université catholique de Louvain (UCL, Louvain-la-Neuve) et de la Katholieke Universiteit Leuven (K. U. Leuven, Louvain), Belgique. Il est également un Chercheur en Droit Général (Global Legal Scholar), à la faculté de Droit de l'Université de Warwick, au Royaume-Uni (jusqu'en novembre 2009); et il est Professeur Extraordinaire au Centre pour les Droits de l'Homme, Faculté de Droit, Université de Pretoria (jusqu'en novembre 2009).

## Publications

### Auteur
- Complementary, Not Competing, Claims of Law and Religion: An Islamic Perspective [1]
- An Inclusive Approach to the Mediation of Competing Human Rights Claims [2]
- Islam and Human Rights: Beyond the Zero-Sum Game[3]
- Muslims and Global Justice. Philadelphia, PA: University of Pennsylvania Press (2010).
- Islam and the Secular State: Negotiating the Future of Shari'a. Cambridge, MA and London, England: Harvard University Press (2008). (Publié également en langue arabe et indonésienne). Traductions de ce manuscrit en bengali, persan, urdu, bengali, turc et russe, sont disponibles gratuitement.)
- African Constitutionalism and the Contingent Role of Islam. Philadelphia, PA: University of Pennsylvania Press (2006).
- Toward an Islamic Reformation: Civil Liberties, Human Rights and International Law. Syracuse, NY: Syracuse University Press, 1990 (soft-cover edition by American University in Cairo, 1992). Tradut à l'arabe (1994), indonésien (1995), russe (1999), et persan (2003).
- Sudanese Criminal Law: General Principles of Criminal Responsibility (Arabic). Omdurman, Sudan: Huriya Press, 1985.
- The Legitimacy of Constitution-Making Processes in the Arab World: An Islamic Perspective, in Constitutionalism, Human Rights and Islam after the Arab Spring (eds. Rainer Grote, Tilmann Röder and Ali El-Haj, Oxford/New York: OUP 2016)

### Directeur
- Human Rights Under African Constitutions: Realizing the Promise for Ourselves. Philadelphia, PA: University of Pennsylvania Press, 2003.
- Islamic Family Law in a Changing World: A Global Resource Book. London: Zed Books, 2002.
- Cultural Transformation and Human Rights in Africa. London: Zed Books, 2002.
- Proselytization and Communal Self-Determination in Africa. Maryknoll, NY: Orbis Books, 1999.
- Universal Rights, Local Remedies: Legal Protection of Human Rights under the Constitutions of African Countries. London: Interights, 1999.
- The Cultural Dimensions of Human Rights in the Arab World (Arabic). Cairo: Ibn Khaldoun Center, 1993.
- Human Rights in Cross-Cultural Perspectives: Quest for Consensus. Philadelphia, PA: University of Pennsylvania Press, 1992.

### Co-directeur
- Avec Ifi Amadiume: The Politics of Memory: Truth, Healing and Social Justice. London: Zed Books, 2000.
- Avec J. D. Gort, H. Jansen, & H. M. Vroom: Human Rights and Religious Values: An Uneasy Relationship? Grand Rapids, MI: William B. Eerdmans Publishing Company, 1995.
- Avec Francis Deng: Human Rights in Africa: Cross-Cultural Perspectives. Washington, DC: The Brookings Institution, 1990.

### Traducteur
- Traduction à l'arabe: Francis Deng : Cry of the Owl. Le Caire : Midlight, 1991.
- Traduction à l'anglais avec une introduction : Ustadh Mahmoud Mohamed Taha : The Second Message of Islam. Syracuse, NY: Syracuse University Press, 1987.

### Préface
- Pranoto Iskandar, Hukum HAM Internasional, Cianjur: The Institute for Migrant Rights Press, 2010.
- War on Error: Real Stories of American Muslims, University of Arkansas Press, 2007.

### Médias
- Vidéo de Présentation de l'Islam et de la laïcité de l'État: la négociation de l'avenir de la loi religieuse de l'Islam. L'université de l'Illinois à Urbana-Champaign (5 septembre 2007).
- Vidéo de Présentation des Conversations avec l'Histoire: l'Islam et la laïcité de l'État (3 mai 2010).